# Lista kraterów uderzeniowych w Azji
Lista kraterów uderzeniowych w Azji. Zestawienie obejmuje wszystkie potwierdzone struktury pochodzenia impaktowego w Azji wymienione w bazie Earth Impact Database według stanu na dzień 1 września 2016, w przypadku zgrupowań małych kraterów (jak w górach Sichote-Aliń w Rosji) wymieniony jest największy z nich. 

## Potwierdzone kratery uderzeniowe
| Nazwa                 | Położenie                                | Średnica (km) | Wiek (miliony lat) | Współrzędne geograficzne                      |
| --------------------- | ---------------------------------------- | ------------- | ------------------ | --------------------------------------------- |
| Popigaj¹              | Kraj Krasnojarski, Rosja                 | 90            | 35,7 ± 0,2         | 71°39′N 111°11′E/71,650000 111,183333         |
| Kara-kul              | Góry Pamir, Tadżykistan                  | 52            | <5                 | 39°01′N 73°27′E/39,016667 73,450000           |
| Saqqar                | Arabia Saudyjska                         | 34            | 410 – 70           | 29°35′N 38°42′E/29,583333 38,700000           |
| Łogancza              | Kraj Krasnojarski, Rosja                 | 20            | 40 ± 20            | 65°31′N 95°56′E/65,516667 95,933333           |
| Elgygytgyn            | Czukocki Okręg Autonomiczny, Rosja       | 18            | 3,5 ± 0,5          | 67°30′N 172°05′E/67,500000 172,083333         |
| Żamanszyng            | Obwód aktobski, Kazachstan               | 14            | 0,9 ± 0,1          | 48°24′N 60°58′E/48,400000 60,966667           |
| Dhala                 | Madhya Pradesh, Indie                    | 11            | 1700 - 2100        | 25°17′59,7″N 78°08′03,1″E/25,299917 78,134194 |
| Ragozinka             | Obwód swierdłowski, Rosja                | 9             | 46 ± 3             | 58°44′N 61°48′E/58,733333 61,800000           |
| Biejenczimie-Sałatin  | Jakucja, Rosja                           | 8             | 40 ± 20            | 71°00′N 121°40′E/71,000000 121,666667         |
| Bigasz                | Obwód wschodniokazachstański, Kazachstan | 8             | 5 ± 3              | 48°34′N 82°01′E/48,566667 82,016667           |
| Szijely               | Obwód zachodniokazachstański, Kazachstan | 8             | 46 ± 7             | 49°10′N 57°51′E/49,166667 57,850000           |
| Czukcza               | Kraj Krasnojarski, Rosja                 | 6             | <70                | 75°42′N 97°48′E/75,700000 97,800000           |
| Dżibal Wakf as-Sawwan | Jordania                                 | 5,5           | 37-56              | 31°03′N 36°48′E/31,050000 36,800000           |
| Szunak                | Obwód karagandyjski, Kazachstan          | 2,8           | 45 ± 10            | 47°12′N 72°42′E/47,200000 72,700000           |
| Xiuyan                | Liaoning, Chiny                          | 1,8           | >0,05              | 40°21′N 123°27′E/40,350000 123,450000         |
| Lonar                 | Maharasztra, Indie                       | 1,38          | 0,052 ± 0,006      | 19°58′N 76°31′E/19,966667 76,516667           |
| Tawan char owoo       | Ajmak wschodniogobijski, Mongolia        | 1,3           | 150 ± 20           | 44°07′N 109°39′E/44,116667 109,650000         |
| Macza                 | Jakucja, Rosja                           | 0,3           | <0,007             | 60°06′N 117°35′E/60,100000 117,583333         |
| Wabar                 | Arabia Saudyjska                         | 0,11          | 0,00014            | 21°30′N 50°28′E/21,500000 50,466667           |
| Sobolew               | Kraj Nadmorski, Rosja                    | 0,053         | <0,001             | 46°18′N 137°52′E/46,300000 137,866667         |
| Sichote-Aliń          | Kraj Nadmorski, Rosja                    | 0,026         | 0,000066           | 46°07′N 134°30′E/46,116667 134,500000         |

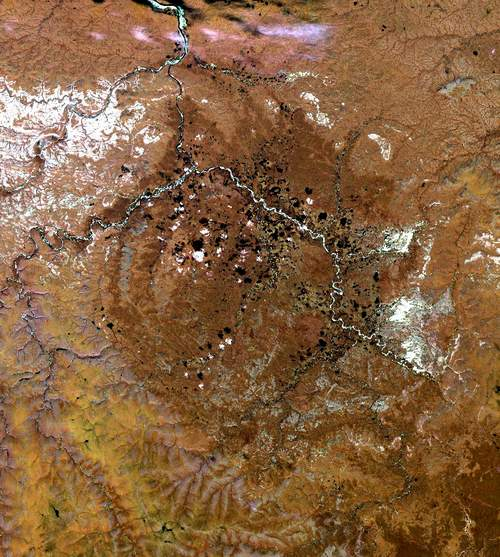
Krater Popigaj, na północy Syberii

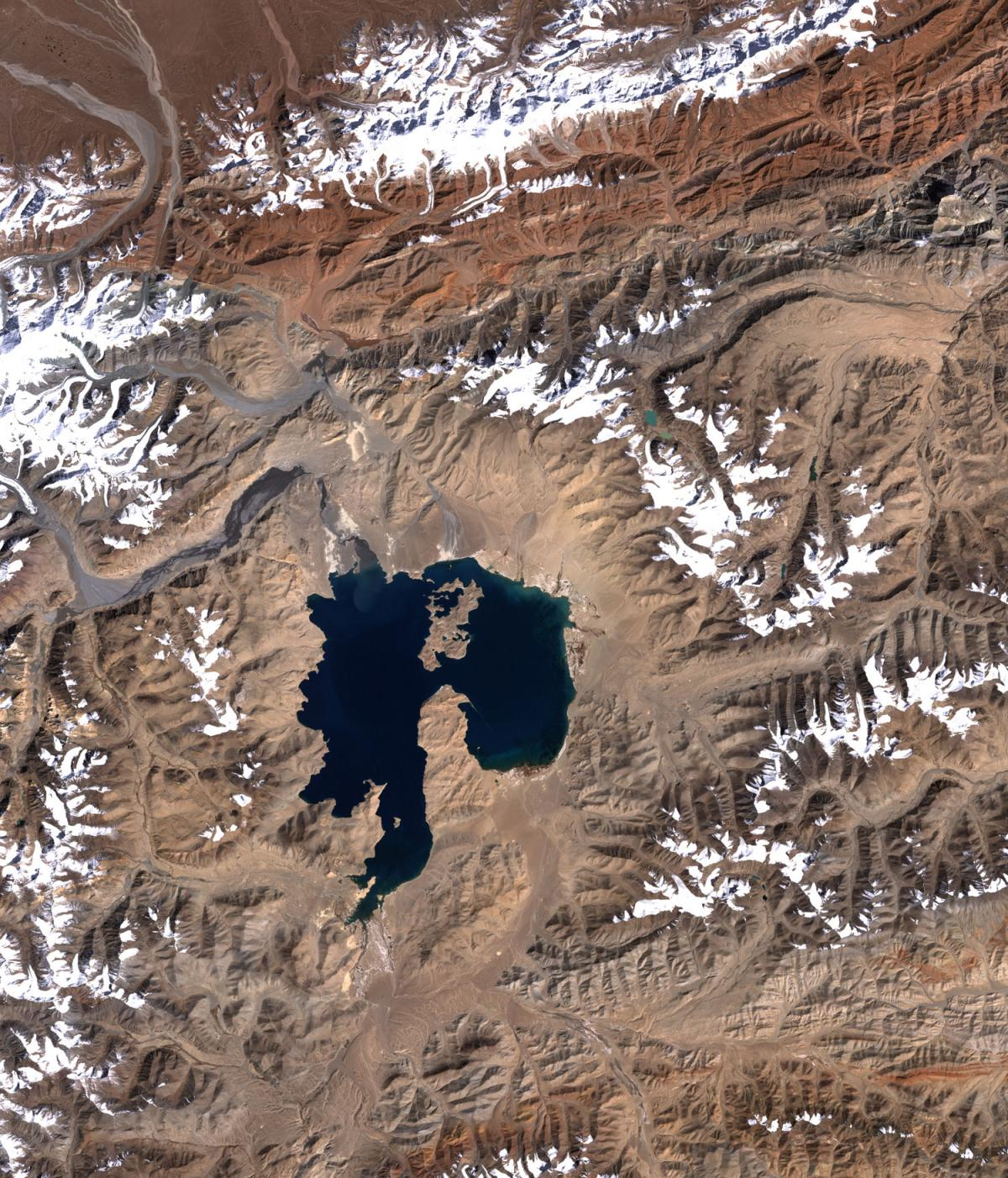
Krater Kara-kul, w górach Pamiru

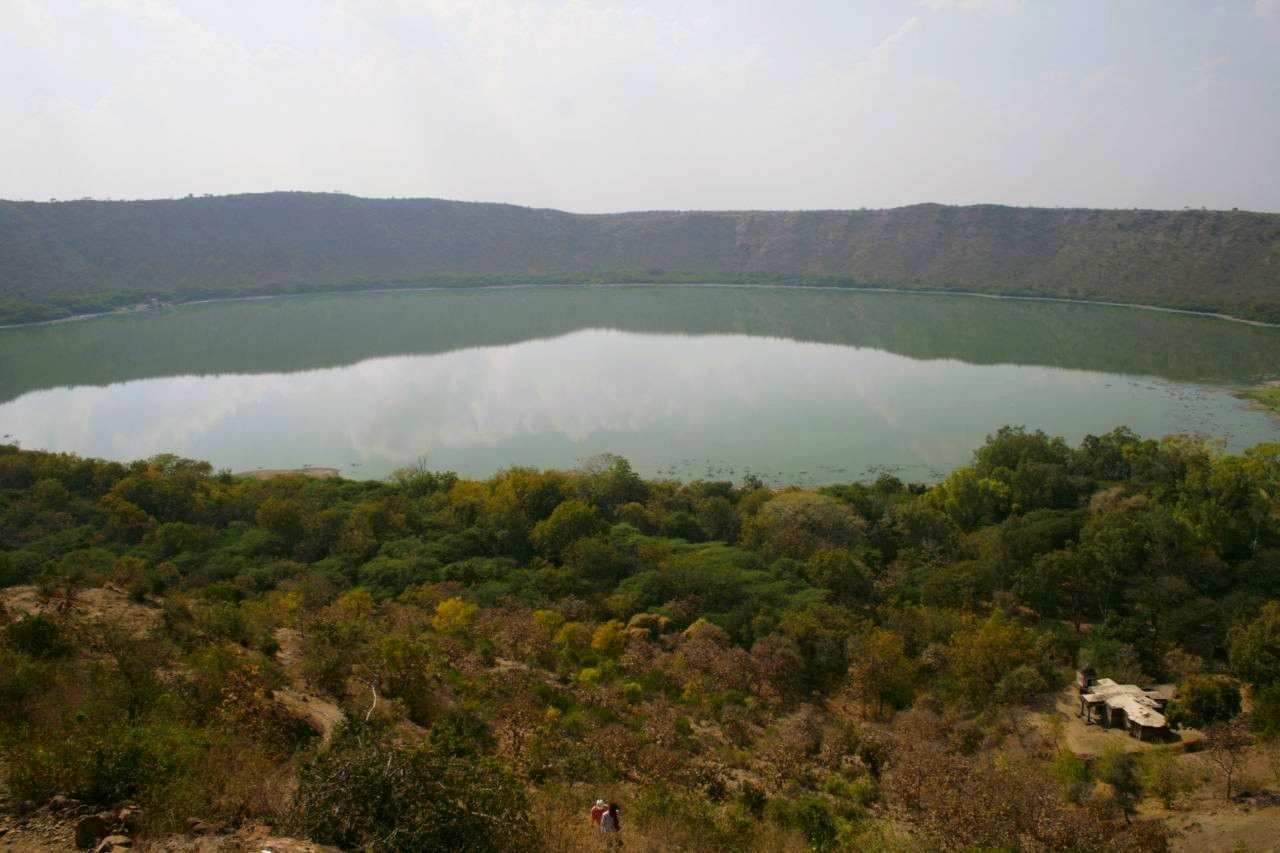
Jezioro w kraterze Lonar

¹ Podana średnica jest najlepszym obecnym oszacowaniem średnicy mierzonej od krawędzi do krawędzi krateru i nie obejmuje strefy całkowitych zniszczeń na zewnątrz krateru. W literaturze często można znaleźć inne wartości, wynikające z przyjęcia innej definicji, np. z uwzględnienia zewnętrznego pierścienia struktury wielopierścieniowej.

## Domniemane kratery uderzeniowe
Struktury, które są podejrzewane o pochodzenie meteorytowe, ale nie ma co do tego zgody w środowisku naukowym.
| Nazwa | Położenie             | Średnica (km) | Wiek (miliony lat) | Współrzędne geograficzne              |
| ----- | --------------------- | ------------- | ------------------ | ------------------------------------- |
| Śiwa  | Morze Arabskie, Indie | 500           | 65                 | 18°40′N 70°14′E/18,666667 70,233333   |
| Tai   | Jiangsu, Chiny        | 68,5          | 360-375?           | 31°02′N 120°02′E/31,033333 120,033333 |